# Computer Modern

Ukázka písma Computer Modern

Ukázka matematického textu vytvořeného v TeXu pomocí písma Computer Modern

Computer Modern je rodina písma vytvořená koncem 70. letech 20. století Donaldem Knuthem pro jeho typografický systém TeX. K jejímu vytvoření použil svůj systém zvaný Metafont a tato písma jsou dobrým zdrojem inspirace pro jeho využití.
Font se rozšířil spolu s TeXem a stejně jako sám TeX zůstává populárním především pro sazbu matematických textů. Podporuje celou řadu matematických symbolů a značek a základní řecká písmena.
Českou a slovenskou variantu písma zvanou CS-fonty nebo CSfonts vytvořil ve spolupráci s grafiky Petr Novák z FEL ČVUT ještě před sametovou revolucí. Bylo přitom zapotřebí řešit i netriviální otázku jejich kódování. V moderním LaTeXu je pro kterýkoliv latinku užívající evropský jazyk možné použít navíc DC fonty nebo EC fonty.